# Il mistero del Sacro Graal
Il mistero del Sacro Graal è un libro del 1992 scritto dall'autore e ricercatore britannico Graham Hancock. La storia viene narrata in prima persona, a mo' d'indagine giornalistica.

## Trama
Vengono raccontati gli sforzi dello scrittore alla ricerca dell'Arca dell'Alleanza, la sacra reliquia appartenente al popolo ebraico e svanita misteriosamente dal Primo Tempio, quello fatto costruire da re Salomone.
L'autore propone la teoria che l'Arca abbia potuto esser stata rimossa dal tempio di Gerusalemme, ove si trovava custodita fin dal suo arrivo dalla terra dei faraoni, l'Antico Egitto, dagli stessi sacerdoti adibiti alla sua protezione durante il regno del malvagio e blasfemo re Manasse della casa di Giuda; questo intorno al 650 a.C.
Conservata per quasi 2 secoli in un piccolo tempio fatto costruire appositamente sull'isola di Elefantina nell'Alto Egitto, prima d'esserne rimossa attorno al 470 e condotta in gran segreto in Etiopia seguendo gli affluenti del fiume Nilo, dove è stata tenuta sull'isolotto di Tana Qirqos (nella parte orientale del lago Tana) per circa 800 anni, che divenne in tal modo sede di una forte comunità ebraica.
Cadde infine nelle mani della giovane Chiesa ortodossa etiope durante il V secolo; il prezioso reperto viene portato nell'allora capitale del regno etiope, Axum, per rimanervi presumibilmente fino ai giorni odierni all'interno della chiesa di Nostra Signora Maria di Sion.
La Chiesa cristiana nazionale etiope afferma che l'Arca sia effettivamente custodita all'interno della chiesa ma, a differenza di quanto supposto nel libro di Hancock, ritiene che sia stata portata nella loro terra dal giovane Menelik I, il figlio primogenito che la Regina di Saba aveva avuto da re Salomone, dopo esser stata rubata dal tabernacolo del tempio sul finire del regno dello stesso Salomone.
Il saggio sostiene inoltre che il leggendario santo Graal non sia altro che la stessa Arca dell'Alleanza. Hancock conclude ipotizzando che i cavalieri templari abbiano cercato la perduta Arca presso il sito del Monte del Tempio a Gerusalemme ove s'erano insediati a partire dal XII secolo a seguito della Prima Crociata.
Venuti a sapere poi ove essa si trovasse avrebbero mandato un loro contingente in Etiopia, pare con l'obiettivo d'impossessarsene con ogni mezzo. La Chiesa etiopica, apparentemente timorosa di perdere l'Arca, avrebbe inviato nel 1306 degli emissari al papa francese Clemente V: la paura della Chiesa cattolica che i cavalieri del tempio acquisissero i poteri derivanti dal possesso della divina reliquia, fu una delle ragioni per cui quell'ordine monastico venne soppresso e tutti i suoi membri fatti imprigionare e torturare.